# Onkijärvi (Övertorneå socken, Norrbotten)
Onkijärvi är en sjö i Övertorneå kommun i Norrbotten och ingår i Torneälvens huvudavrinningsområde. Sjön har en area på 0,0687 kvadratkilometer och ligger 130,2 meter över havet. Onkijärvi ligger i Torne och Kalix älvsystem Natura 2000-område.

## Delavrinningsområde
Onkijärvi ingår i det delavrinningsområde (737649-185177) som SMHI kallar för Ovan VDRID = Armasjoki i Torneälvens vattendragsy*. Medelhöjden är 105 meter över havet och ytan är 80,31 kvadratkilometer. Räknas de 1471 avrinningsområdena uppströms in blir den ackumulerade arean 38 328,45 kvadratkilometer. Avrinningsområdets utflöde Torneälven (Kamajåkka) mynnar i havet. Avrinningsområdet består mestadels av skog (67 procent) och öppen mark (19 procent). Avrinningsområdet har 7,45 kvadratkilometer vattenytor vilket ger det en sjöprocent på 9,3 procent. Bebyggelsen i området täcker en yta av 1,12 kvadratkilometer eller 1 procent av avrinningsområdet.